# Station Romilly-la-Puthenaye
Station Romilly-la-Puthenaye is een spoorwegstation in de Franse gemeente Romilly-la-Puthenaye.